# Vijgenboom

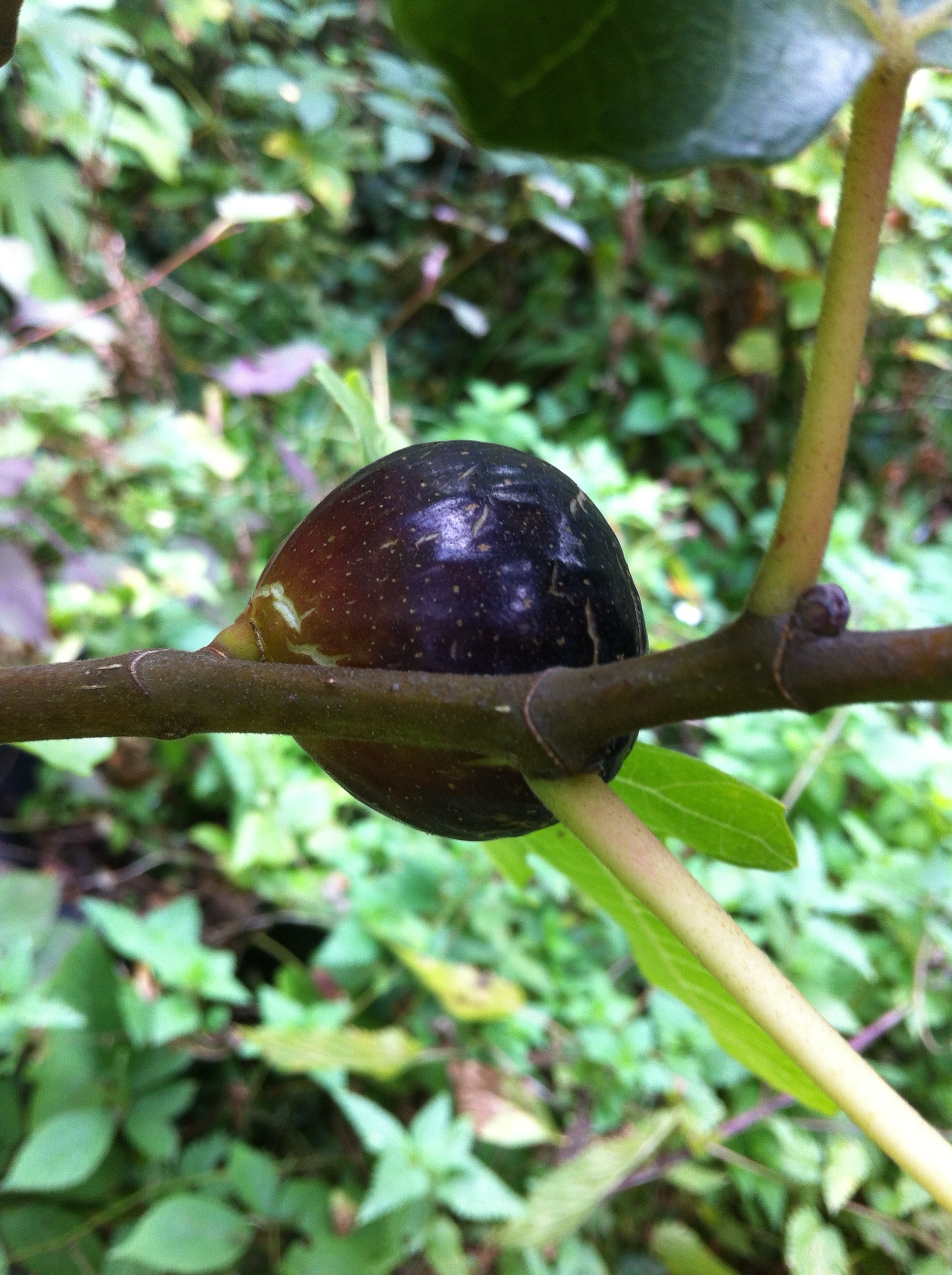
De Kalla-vijg is een kleine, bijna ronde, zwarte vijg die in Nederland en België in oktober rijpt aan takken die hetzelfde jaar gegroeid zijn.

De vijgenboom of vijg (Ficus carica) is een struik of kleine boom uit de moerbeifamilie (Moraceae).

## Beschrijving
De vijgenboom is een wijd vertakte struik of een kleine boom met opgaande, knobbelige takken met een gladde metaalgrijze bast. De boom kan circa tien meter hoog worden.

### Bladeren
De bladeren zijn dik en leerachtig. Ze kunnen 30 × 25 cm groot worden. Ze hebben een hartvormige voet, zijn handnervig en drie- tot vijflobbig. De middelste lob is altijd het grootst. De bladsteel is 5–10 cm lang. De bovenzijde van het blad is donkergroen en ruwbehaard; de onderzijde is eveneens behaard en heeft witte nerven.

### Bloemen

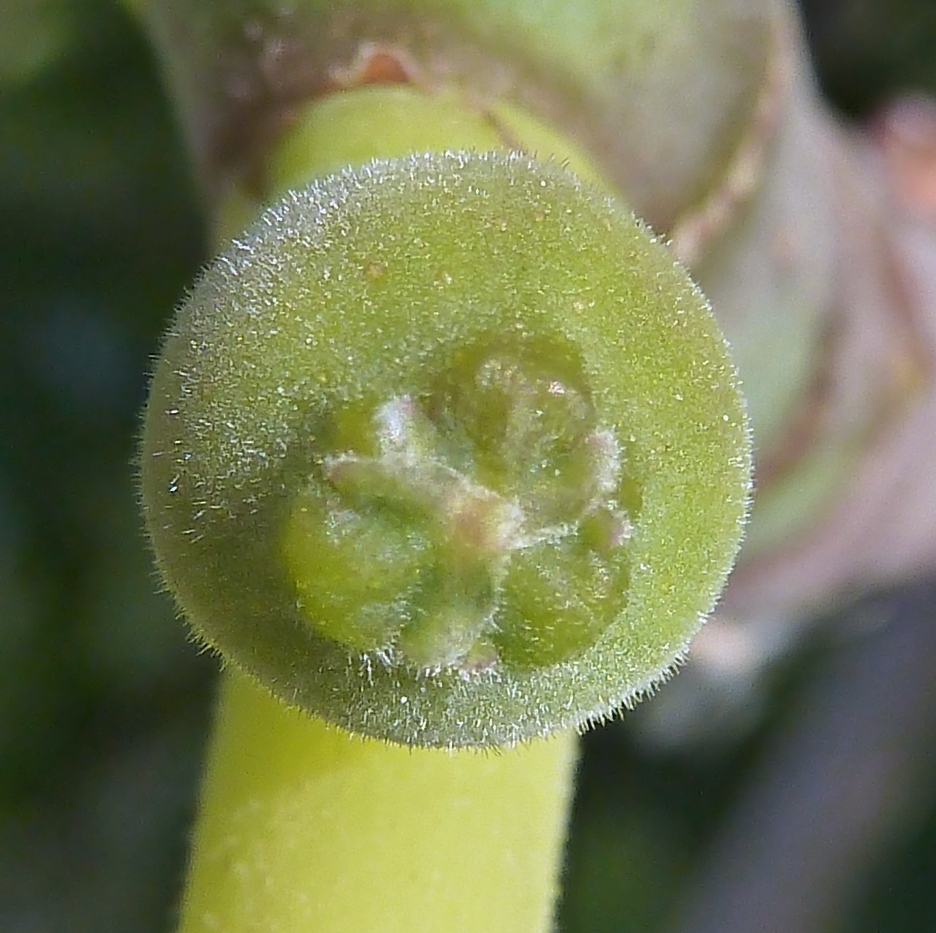
Bloem

De vijgenboom heeft kleine bloemen. Ze zijn opgesloten in een bijna gesloten bloembodem die vlezig is. De mannelijke bloemen zitten vlak bij de opening.
De wilde vijgenboom produceert niet eenmaal, maar driemaal per jaar bloemen en vruchten. Aan de buitenzijde lijkt de bloem nog het meest op een onrijpe groene vrucht. Zij is gevormd uit de tot een harde schil peervormig uitgegroeide bloembodem (syconium). Aan de binnenzijde bevinden zich in een holle ruimte de werkelijke bloemetjes; de vrouwelijke onderin, de mannelijke boven bij de zeer kleine opening.

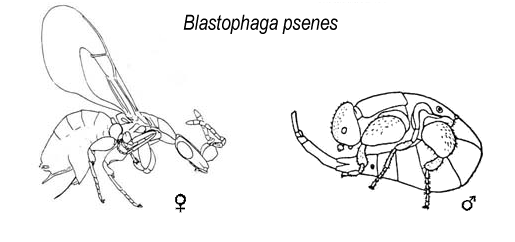
Gewone vijgenwesp

De bestuiving van de vijgenboom geschiedt door symbiose met de gewone vijgenwesp (Blastophaga psenes), die zowel zichzelf als de vijg voortplant. Een vrouwelijke wesp beladen met stuifmeel betreedt de vijg door een opening in de bloembodem (ostiole), bestuift vrouwelijke vijgenbloemen met stuifmeel terwijl ze haar eieren in deze bloemen afzet, waarna ze sterft. De vrouwelijke bloemen in de vijg vormen dan hun vruchten. De vijg gaat rijpen, verandert van kleur en geur en wordt zacht, evenals de schil. Het 'vruchtvlees' is groen of rood, smaakt zoet en bevat een heleboel kleine vruchtjes. De vijg zelf is botanisch gezien een schijnvrucht.
De wespeneitjes komen na weken uit. De vleugelloze mannelijke wespen knagen gaten in de galletjes en paren in de gal met de vrouwtjes. Later komen de mannetjes terug en maken het gat groter zodat de vrouwtjes uit het galletje kunnen komen. Deze vertrekken uit de vijg nadat ze eerst stuifmeel van de mannelijke bloemen hebben opgedaan. Ze hebben dan minder dan 48 uur de tijd om een andere vijgenboom te vinden met een vijg om het stuifmeel af te leveren en eieren te leggen, waarmee een volgende kringloop begint.
De vijgenwesp komt in Nederland niet voor. De niet-bestoven bloem kan hierdoor geen vruchten vormen en valt af. Om toch ook in een gematigd klimaat eetbare vruchten te krijgen, wordt een mutant gebruikt die parthenocarp is, dit wil zeggen dat de planten vruchten ontwikkelen zonder dat er een bestuiving/bevruchting aan te pas komt. Een voordeel van deze maagdelijke vruchtzetting is dat deze variëteiten vrij zijn van pitten. Voor de vijgenteelt is het een nadeel, de pitten dragen bij aan de smaak.

### Vruchten
De vijgen zijn eerst donkergroen en peervormig. Als ze rijpen, worden ze violet of zwart.
Een vijgenboom heeft drie reeksen vruchten. Van de eerste reeks vruchten is de knop al voor de winter gereed; deze knop moet dus overwinteren. In het gematigde klimaat van België en Nederland kan het gebeuren dat deze knoppen bevriezen en dat de eerste reeks vruchten niet uitkomt. De kans op bevriezen is met name groot als de vruchtjes in het vroege voorjaar al iets gezwollen zijn, dus bij late nachtvorst. Dit is echter de enige reeks vruchten die in een noordelijk klimaat zeker zal rijpen. De tweede reeks vruchten kan in uitzonderlijk warme en lange zomers ook nog tot rijping komen, maar dat is niet zo dikwijls het geval. De derde reeks heeft geen enkele kans om te rijpen. 
Er is een variëteit die maar één reeks vruchten produceert en dit doet aan takken die datzelfde jaar gegroeid zijn. De vruchtjes van de Kalla-vijg ontstaan in juni en zijn pas in oktober rijp. Op dat moment hebben zij het formaat van een flinke stuiterbal en het betreft dus relatief kleine, maar wel smaakvolle paars-zwarte vijgen. Vanwege het feit dat de vijgen op hout van hetzelfde jaar groeien is de oogst niet afhankelijk van eventuele vorstschade in het voorjaar. De Kalla-variëteit is dus bij uitstek geschikt voor het noord-Europese klimaat en de Kalla zou reeds in de Romeinse tijd in Frankrijk en de Lage Landen geteeld zijn.

## Verspreiding
De boom komt van nature voor in westelijk Azië. Al in de oudheid werd de soort daar gekweekt. De boom wordt aangeplant om de eetbare vruchten. Met name in Zuid-Europa zijn vijgenbomen een algemene verschijning. Dankzij de steeds zachtere winters kan de vijgenboom tegenwoordig ook goed in België en Nederland gehouden worden. Vaak wordt de plant tegen een muur geplant.

## Wereldwijde productie
| Topproducenten van vijgenboom 2018 | Topproducenten van vijgenboom 2018 |
| Land                               | Productie (ton)                    |
| ---------------------------------- | ---------------------------------- |
| Turkije                            | 306.499                            |
| Egypte                             | 189.339                            |
| Marokko                            | 128.380                            |
| Algerije                           | 109.214                            |
| Iran                               | 59.339                             |
| Spanje                             | 47.750                             |
| Syrië                              | 35.300                             |
| Verenigde Staten                   | 28.874                             |
| Tunesië                            | 25.696                             |
| Albanië                            | 24.448                             |
| Brazilië                           | 23.674                             |

## Cultivering

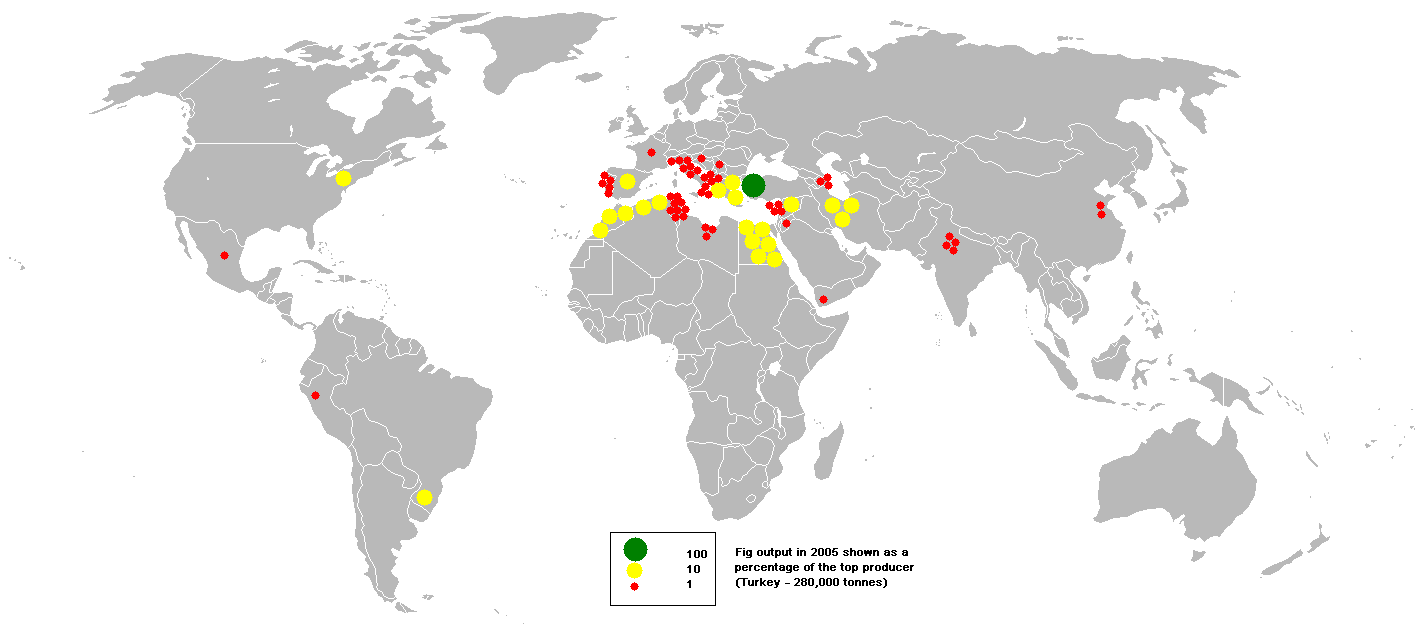
Vijgexportatie in 2005

De vruchten van de vijgenboom worden vers of gedroogd gegeten. Ze hebben laxerende eigenschappen.
Volgens onderzoek van de FAO bedroeg de vijgenproductie in 2005 1.057.000 ton, met Turkije als topproducent (280.000 ton).
In de noordelijke streken van Europa worden parthenocarpe vijgensoorten gekweekt. Dat zijn soorten waarvan de vruchten zich ontwikkelen zonder dat er bevruchting plaatsvindt. De insecten die in het zuiden van Europa voor de bevruchting zorgen, komen in het noorden immers niet voor.

### Snoeien
Een vijgenboom kan zonder schade gesnoeid worden. Het wordt aangeraden de vijg te snoeien in het najaar, eind november, omdat de sapproductie dan op een laag pitje staat, zodat de boom niet kan doodbloeden. Het sap kan bij de mens allergische reacties veroorzaken in de ogen en op de huid. Bij alle snoeivormen wordt een korte snoeischaar gebruikt, wat de kleinste wond geeft.
KelkvormigAls men een kelkvormige boom wil bereiken, snoeit men de top van de boom op de gewenste maximumhoogte af, haalt men dood hout weg en snijdt men de takken af tot één of twee ogen. Zo blijven de takken kort en worden ze steviger. Lange, zwakke takken snijdt men ook weg.
WaaiervormigWil men een waaiervormige boom die tegen een hek of muur steunt, dan snoeit men alle takken weg behalve twee recht tegenover elkaar staande sterke zijtakken.
StamAls men een boom wil met een (korte of lange) stevige stam, dan knipt men de top van de boom af op de plaats waar de kruin moet beginnen. Onder deze snee zullen veel nieuwe zijtakken ontspruiten en een kruin vormen.

### Vermeerderen
Een vijgenboom is gemakkelijk te stekken door een- of tweejarige takjes zonder bloemen of vruchten van ongeveer vijfentwintig centimeter enkele dagen in een glas water te zetten. Wanneer er wortels verschijnen, plant men de takjes bij een temperatuur van 20 °C in goede potgrond met 1/3 klei. Andere methoden van vermeerdering zijn: laag groeiende takken afleggen; een bundel stekken voor driekwart ingraven en oppotten zodra ze aanslaan; stekken in vochtig krantenpapier gewikkeld in een doorzichtige plastic zak op een zonnige plek leggen en na circa een maand oppotten als ze wortels krijgen.

### Variëteiten
Van de vijg bestaan honderden verschillende variëteiten. Enkele hiervan zijn:
Belle, Brown Turkey, Brunswick, Caromb, Dauphine, Grise de St.Jean, Grosse Grise, Pitta Lusse, Precoce, Rouge de Bordeaux, Goutte d'Or, Kalla en Bornholms Diamant.